# Luís I al Portugaliei
Luís I (Luís Filipe Maria Fernando Pedro de Alcântara António Miguel Rafael Gabriel Gonzaga Xavier Francisco de Assis João Augusto Júlio Valfando de Saxe-Coburgo-Gotha e Bragança);  (n. 31 octombrie/12 noiembrie 1838, Lisabona, Portugalia – d. 19 octombrie 1889, Cascais, Districtul Lisabona, Portugalia), a fost al 32-lea (sau 33-lea potrivit unor istorici) rege al Portugaliei între 1861 și 1889. A fost al doilea fiu al Maria a II-a și Ferdinand de Saxa-Coburg și Gotha și a fost numit Duce de Porto și Viseu.

## Biografie
Luís a fost un om de cultură care a scris poezie, dar nu a avut abilități deosebite în domeniul politic în care a fost împins în 1861 de moartea fratelui său mai mare, regele Pedro al V-lea. Politica internă a lui Luís a fost reprezentată de o serie de guverne de tranziție plictisitoare și ineficiente formate fie de Progressistas (liberali) fie de Regeneradores (conservatori) - partid în general favorizat de regele Luís.
În general Luís a fost un om de știință, cu o pasiune pentru oceanografie. El a investit sume mari din averea sa în finanțarea bărcilor de cercetare care au colectat probe din oceanele lumii. A fost responsabil pentru fondarea primului acvariu din Lisabona (Oceanário de Lisboa) numit "Aquário Vasco da Gama", care este deschis publicului și astăzi și în prezent este al doilea acvariu din lume ca mărime. Dragostea lui pentru știință și lucrurile noi a fost moștenită de cei doi fii ai săi.

### Căsătorie și copii
Luís s-a căsătorit cu Prințesa Maria Pia de Savoia, fiica regelui Victor Emanuel al II-lea al Italiei și a Mariei Adelaide de Austria. La început iubirea lor a fost puternică dar nenumăratele amante ale lui Luís au dus-o la depresie pe Maria Pia. Împreună au avut doi fii care au supraviețuit copilăriei, și un fiu mort în 1866. Maria Pia a dat naștere, de asemenea, unui alt fiu mort în 1869 și a suferit avorturi spontane în 1872 și 1879.
Regele a fost și tatăl unui copil nelegitim născut în 1874 la Lisabona, un fiu pe nume Carlos Augusto.